# Kecamatan Lengkong (distrikt i Indonesien, Jawa Barat, lat -6,94, long 107,63)
Kecamatan Lengkong är ett distrikt i Indonesien.   Det ligger i provinsen Jawa Barat, i den västra delen av landet, 120 km sydost om huvudstaden Jakarta.